# BUBKA
『BUBKA』（ブブカ）は、日本の出版社白夜書房が発行する月刊の雑誌である。

## 概要
1996年1月に白夜書房からパチスロ必勝ガイドの増刊としてBUBKA Volume 1が発行され、1997年1月のVolume 6まで増刊扱いとしてパチスロ必勝ガイドの巻号で発行される。
1997年3月に出版社が白夜書房系列のコアマガジンに移され、創刊号(1巻1号)が隔月で発行され、1997年7月号(1巻3号)より月刊となる。当初は『GON!』（ミリオン出版）に追従したサブカルチャー系総合情報誌であったが、のちに芸能裏情報中心の記事構成となる。読者によるアイドルや芸能人のスクープ写真を買い取りスキャンダル記事やプライベート写真などを多数掲載して繰り返し物議を醸した。多くの芸能事務所と確執が生じて訴訟に発展した事例もあった。掲載記事について真偽を調査せずにスキャンダルを報道された所属タレントを処分した事務所もあり、雑誌に対して言及を避けることが多い。
活字アイドル誌としてモーニング娘。、スフィアリーグ、Perfume、AKB48、SKE48など時期によって盛り上がったアイドルに言及した記事も多く掲載される。
2012年4月28日発売の2012年6月号から誌面を大幅に刷新してAKB48グループのメンバーのインタビューやグラビアが掲載され、以後の誌面はスキャンダル傾向が後退する。
2012年9月29日発売の2012年11月号から、発行元が白夜書房に変更された。
現在の誌面は、AKB48や坂道シリーズを中心としたアイドルに関する記事を中心に芸能スクープ、ラーメン・B級グルメ、サブカルチャー、コラム連載などで構成される。

## ネット放送
- トイズハートプレゼンツ「きのう誰食べた」（2011年8月9日 - 2016年4月5日、全56回 ニコニコ生放送 BUBKA誌面連動番組 トイズハートプレゼンツ「きのう誰食べた？」）[2]*第3回からトイズハートがスポンサーとなる[3][4]。

- 豪STREAM

## 別冊／兄弟誌
- 『裏BUBKA』（コアマガジン、休刊）
  - 『BUBKA EXciting』（コアマガジン、休刊）
  - 『別冊BUBKA』（コアマガジン、休刊）
  - 『BUBKA時代』（コアマガジン、休刊）
- 『＠BUNTA（旧＠BUBKA）』（コアマガジン、休刊）
  - 『＠BUNTA DX（旧＠BUBKA DX）』（コアマガジン、休刊）
- 『実話マッドマックス（＠BUNTA増刊号）』→『実話レイジ』（コアマガジン、休刊）2003-2012
- 『劇画マッドマックス』（コアマガジン、休刊）2004-2012
  - 『劇画TVマッドマックス』（コアマガジン、休刊）
  - 『別冊劇画マッドマックス』（コアマガジン、休刊）
- 『BREAK MAX』（コアマガジン、休刊）2003-2013
  - 『別冊BRAVOエキサイティング』（コアマガジン、休刊）
- 『実話BUNKAタブー（旧『実話BUBKAタブー』）』（コアマガジン）

## BUBKA及び兄弟誌が関係した主な事件
- 『BUBKA』2001年9月号、12月号、2002年1から3月号において、女優の中村愛美が、かつてブルセラ店で自身の使用済みの下着を販売していたとする記事及び写真を、本人に無断で多数掲載[5]する。のちに中村より「名誉を傷つけられ、プライバシーと肖像権が侵害され、決まっていた仕事がキャンセルされたことで多大な被害を受けた」として約3000万円の損害賠償請求が提訴された[5]。被告のコアマガジンは「時代のモラルや時代性を報道し、世人の注意を喚起するため」「一般公共の関心事であり、公益のためである」と抗弁した。東京地方裁判所は2002年6月に、撮影は原告が13から15歳当時のもので「『デビュー前にどんなことをしていたかは興味や好奇心の対象にすぎない』ため公共性が認められない」と、コアマガジン社に220万円の支払い判決した[6]。
- 『ブブカスペシャル』2002年7月号に幼少時の写真や登下校風景などを掲載したとして、藤原紀香やモーニング娘。など芸能人28人が日本音楽事業者協会を中心に原告団を結成して集団で提訴する。一審は516万円、2006年4月26日の二審は896万円、コアマガジン社に支払をそれぞれ判決した[7]。2008年10月15日に最高裁が東京高裁の決定を支持して判決が確定する[7]。この判決以降、同誌は原告側の芸能人の写真に目線を入れている。
- 『ブブカ』2003年3月号などに中田英寿と宮沢りえの交際写真を掲載して中田が提訴し、一審と二審ともにコアマガジン社に110万円の支払を判決した[8]。
- 『別冊BUBKA』2005年5月号の内容と表現が差別的だとして抗議を受け、謝罪広告の掲載を要求された。
- 『裏BUBKA』が児童ポルノ映像を一部修正して同雑誌付録のDVDに二次転載したとして、2006年10月に警視庁少年育成課が同誌元編集長を児童買春・児童ポルノ禁止法違反（製造）の疑いで逮捕し、2006年10月にコアマガジン社も同容疑で書類送検した。
- 『ブブカ』2007年6月号にABC朝日放送アナウンサー高野直子のわいせつ画像が掲載された。この画像は同局のホームページから取得した高野の顔写真に全く別人のわいせつな写真を合成した、虚偽の写真であった。高野と朝日放送は同年9月にコアマガジン社を名誉毀損と著作権法違反の疑いで、大阪府警へ刑事告訴した[9][10]。コアマガジン社は掲載写真が高野と関連がないことや事実と異なることを認め、2007年11月30日発売の「BUBKA」1月号に謝罪と訂正広告を掲載した。